# Hlîneane, Dobrovelîcikivka
Hlîneane (în ucraineană Глиняне) este localitatea de reședință a comunei Hlîneane din raionul Dobrovelîcikivka, regiunea Kirovohrad, Ucraina.

## Demografie
Componența lingvistică a localității Hlîneane
     Ucraineană (84,59%)
     Română (14,1%)
     Alte limbi (1,32%)
Conform recensământului din 2001, majoritatea populației localității Hlîneane era vorbitoare de ucraineană (84,59%), existând în minoritate și vorbitori de română (14,1%).

## Vezi și
- Românii de la est de Nistru